# Liste von Persönlichkeiten der Stadt Schlettau
Die Liste der Persönlichkeiten der Stadt Schlettau enthält Personen, die in der Geschichte der sächsischen Stadt Schlettau im Erzgebirgskreis eine nachhaltige Rolle gespielt haben. Es handelt sich dabei um Persönlichkeiten, die Ehrenbürger von Schlettau gewesen sind oder in Schlettau und den heutigen Ortsteilen geboren oder gestorben oder hier gewirkt haben.
Für die Persönlichkeiten aus den nach Schlettau eingemeindeten Ortschaften siehe auch die entsprechenden Ortsartikel.

## Ehrenbürger
- Bernhard Greifenhagen, Fabrikant und Begründer einer Stiftung in Schlettau[1]
- Ferdinand Edelmann, Fabrikant in Schlettau
- 2006: Hans Walther

## Söhne und Töchter der Stadt
- Michael Wendler (1610–1671), Moralphilosoph und lutherischer Theologe
- Christian Demelius (1643–1711), Komponist
- Georg Christoph Kreyßig (1695–1758), Buchhändler und Regionalhistoriker, wurde im heutigen Ortsteil Dörfel geboren
- Hans Ludwig Valerian von Fischer (1765–1851), Hofbeamter
- Heinrich Heitzig (1849–1905), Handelsmann, Politiker (NLP), MdL (Königreich Sachsen)
- Werner Vogelsang (1895–1947), NSDAP-Reichstagsabgeordneter, Führer des Erzgebirgsvereins
- Konrad Müller (1900–1977), Kirchenjurist in Dresden und Schwerin
- Herbert Strienitz (* 1921), Gewerkschafter
- Karlheinz Stoll (1927–1992), evangelischer Theologe, Pfarrer und Bischof, geboren in Dörfel
- Peter Schnell (* 1941), Bauingenieur und Eisenbahnmanager, Autor
- Arnold Fritzsch (* 1951), Komponist, Sänger, Texter und Produzent
- Uwe Lein (* 1955), Fußballspieler
- Klaus Siebert (1955–2016), Biathlet

## Persönlichkeiten, die mit der Stadt in Verbindung stehen
- Christoph Rudolph von Carlowitz (1656–1723), königlich-polnischer und kurfürstlich-sächsischer Oberforst- und Wildmeister im Erzgebirge, Besitzer des heutigen Reutherhauses in Schlettau
- Johann Traugott Lohse (1760–1836), Pionier im sächsischen Kirchen- und Fabrikbau
- Johann Gottlieb Ziehnert (1785–1856), evangelischer Theologe und Schriftsteller, starb in Schlettau
- Widar Ziehnert (1814–1839), Dichter und Sagensammler
- Oskar Johannes Mehl (1875–1972), Theologe, von 1925 bis 1936 als Pfarrer hier tätig
- Carl Lindeberg (1876–1961), in Deutschland wirkender schwedischer Maler, Illustrator und Gebrauchsgrafiker, der in Schlettau seine Lehrausbildung zum Grafiker erhielt
- Steffen Flath (* 1957), Politiker (CDU), 1994–2014 MdL Sachsen, war mehrere Jahre im Agrochemischen Zentrum Schlettau tätig